# 1085

## Esdeveniments
- Gener: la flota veneciana, aliada dels romans d'Orient, és vençuda per Robert Guiscard, que reprèn Corfú i arriba al Golf d'Ambràcia. Una epidèmia delma l'exèrcit normand i Bohemon I d'Antioquia ha de tornar Itàlia.[1]
- 29 d'abril: concili de Magúncia que confirma la deposició de Gregori VII en presència de les légats de l'antipapa Climent III[2]
- 25 de maig - Alfons VI de Castella pren Toledo a Yahya Al-Qadir i aquest es fa càrrec de l'Emirat de Balànsiya. La ciutat esdevé la residència dels reis de Castella.[3]
- Juliol: després de la presa de Antioquia de l'Orontes (1084), Sulayman ibn Kutalmix marxa sobre Alep on és vençut per Tútuix I.[1] El seu fill Kilij Arslan I és portat en captivitat. Tútuix confia Alep a Aq-Súnqur al-Hàjib, pare d'Imad-ad-Din Zengi I[4]

## Necrològiques
- Gregori VII, papa
- 1 d'abril Shenzong[5]
- 17 de juliol: mort de Robert Guiscard a Cefalònia.